# Helmut Nikel
Helmut Nikel (* 1966) ist ein österreichischer Politiker (BZÖ). Seit Juni 2017 ist er Landesparteiobmann des BZÖ Kärnten, welches seit der Auflösung des BZÖ Wien im Juli 2019 den einzigen verbliebenen Rest der ehemaligen Regierungspartei darstellt.

## Werdegang
Helmut Nikel begann seine politische Karriere im Gemeinderat von Grafenstein, dem er bis heute angehört. Nachdem Johanna Trodt-Limpl, zu diesem Zeitpunkt sowohl Bundesobfrau als auch Kärntner Landesobfrau der Partei, ihren Ausstieg aus der Politik angekündigt hatte, wurde der bisherige Obfraustellvertreter Nikel am 3. Juni 2017 zum neuen Kärntner Landesparteiobmann gewählt. Ihr Amt als Bundesparteiobfrau behielt Trodt-Limpl einstweilig, es ist seit ihrem Rückzug vakant. Nikel übernahm das BZÖ Kärnten in einer schwierigen Phase. Nach Jörg Haiders Tod kehrten immer mehr Funktionäre zurück zur FPÖ. Bei der Nationalratswahl in Österreich 2013 hatte die Partei den Wiedereinzug ins Parlament verfehlt, mehrere Landesorganisationen hatten sich bereits aufgelöst. Nur im Kärntner Landtag war die Partei noch mit zwei Abgeordneten, Johanna Trodt-Limpl und Wilhelm Korak, vertreten. Die bevorstehende Landtagswahl in Kärnten 2018 war für die Partei somit von besonderer Bedeutung.
Kurz nach seiner Ernennung beschuldigte Nikel seine Vorgängerin öffentlich, Parteigelder veruntreut zu haben, die Staatsanwaltschaft leitete Ermittlungen ein. Um einem Ausschluss aus der Partei zuvorzukommen, erklärten Trodt-Limpl und Korak daraufhin ihren Austritt aus dem BZÖ Kärnten, behielten jedoch ihre Landtagsmandate als parteilose Abgeordnete. Das BZÖ war damit nicht mehr als Partei im Landtag vertreten und verlor Anspruch auf Parteienförderung im hohen sechsstelligen Bereich. Bei der folgenden Landtagswahl konnte das BZÖ mit Helmut Nikel als Spitzenkandidat nur noch 0,37 % der Kärntner für sich gewinnen und die Landtagssitze somit nicht zurückgewinnen.
Im Vorfeld der Nationalratswahl in Österreich 2019 kündigten Nikel und BZÖ-Generalsekretär Karlheinz Klement an, bundesweit mit dem BZÖ kandidieren zu wollen. Aufgrund mangelnder Unterstützungserklärungen war die Partei jedoch nur in Kärnten unter dem Namen Allianz der Patrioten auf dem Wahlzettel vertreten. Nachdem kurzfristig Martin Sellner, Sprecher der Identitäre Bewegung Österreich, als Spitzenkandidat für das BZÖ im Gespräch gewesen war, hatte die Wiener Landespartei sich aus Protest aufgelöst. Auch innerhalb Kärntens kam es kurz vor der Wahl zu Turbulenzen in der Partei. Der Obmann-Stellvertreter Karl Heinz Nadasdy „und zwei weitere Vorstandsmitglieder“ schlossen Helmut Nikel, Karlheinz Klement und den Spitzenkandidaten Martin Rutter in einem öffentlichen Schreiben aus der Partei aus. Als Begründung wurde genannt, dass Entscheidungen rund um den Antritt bei der Nationalratswahl ohne Genehmigung durch den Parteivorstand getroffen worden seien. Nikel seinerseits reagierte darauf mit einem Parteiausschluss der unterzeichnenden Personen. Bei der Wahl kandidierte er hinter Martin Rutter auf dem zweiten Listenplatz, innerhalb Kärntens erreichte das BZÖ 0,2 % der Wählerstimmen.
Im Dezember 2019 wurde Nikel bei einem Landeskonvent der Partei als Obmann bestätigt, der parteiinterne Bruch blieb jedoch bestehen. Im Vorfeld der Landtagswahl in Kärnten 2023 verlautbarten Nikel als Landesparteiobmann und Klement als Landesgeschäftsführer, dass das BZÖ Kärnten in die Freie Bürgerpartei (FBP, eine 2021 aus dem Umfeld der Vorarlberger FPÖ entstandene Kleinpartei) eingegliedert worden sei und als dessen Kärntner Landesorganisation bei der Wahl antreten werde. Dem widersprach der (nach eigener Auffassung) seit 2019 rechtmäßige BZÖ-Vorstand unter Führung von Karl Heinz Nadasdy in einer Presseaussendung. Nikel und Klement wären nicht berechtigt, im Namen des BZÖ zu handeln, die Eingliederung in die FBP sei hinfällig. Später beteiligte er sich am „Bündnis für Kärnten“ welches als „Die GELBEN“ (BGE) bei der Nationalratswahl 2024 antreten sollte, jedoch gelang es BGE lediglich im Burgenland genügend Unterstützungserklärungen zu sammeln.